# Дир-Крик (тауншип, Миннесота)
Дир-Крик (англ. Deer Creek) — тауншип в округе Оттер-Тейл, Миннесота, США. На 2000 год его население составило 348 человек.

## География
По данным Бюро переписи населения США площадь тауншипа составляет 84,1 км², из которых 83,7 км² занимает суша, а 0,5 км² — вода (0,58 %).

## Демография
По данным переписи населения 2000 года здесь находились 348 человек, 113 домохозяйств и 96 семей.  Плотность населения —  4,2 чел./км².  На территории тауншипа расположено 132 постройки со средней плотностью 1,6 построек на один квадратный километр. Расовый состав населения: 98,28 % белых, 1,15 % — других рас США и 0,57 % приходится на две или более других рас. Испанцы или латиноамериканцы любой расы составляли 1,15 % от популяции тауншипа.
Из 113 домохозяйств в 41,6 % воспитывались дети до 18 лет, в 73,5 % проживали супружеские пары, в 9,7 % проживали незамужние женщины и в 15,0 % домохозяйств проживали несемейные люди. 13,3 % домохозяйств состояли из одного человека, при том 6,2 % из — одиноких пожилых людей старше 65 лет. Средний размер домохозяйства — 3,08, а семьи — 3,36 человека.
31,3 % населения — младше 18 лет, 9,5 % — в возрасте от 18 до 24 лет, 23,6 % — от 25 до 44, 23,6 % — от 45 до 64, и 12,1 % — старше 65 лет. Средний возраст — 35 лет. На каждые 100 женщин приходилось 108,4 мужчин.  На каждые 100 женщин старше 18 приходилось 99,2 мужчин.
Средний годовой доход домохозяйства составлял 35 000 долларов, а средний годовой доход семьи —  37 679 долларов. Средний доход мужчин —  25 139  долларов, в то время как у женщин — 20 972. Доход на душу населения составил 11 672 доллара. За чертой бедности находились 6,3 % семей и 10,8 % всего населения тауншипа, из которых 23,9 % младше 18 и 4,7 % старше 65 лет.